# Yumio Nasu
Yumio Nasu (那須 弓雄, Nasu Yumio), né le 27 juin 1892 et décédé le 26 octobre 1942, est un général de l'armée impériale japonaise ayant pris part à la campagne de Guadalcanal durant la Seconde Guerre mondiale,.